# Gare de Saint-Gratien
La gare de Saint-Gratien est une gare ferroviaire française de la ligne d'Ermont - Eaubonne à Champ-de-Mars (VMI), située dans la commune de Saint-Gratien (département du Val-d'Oise).
Ouverte en 1908 par la Compagnie des chemins de fer du Nord, c'est aujourd'hui une gare de la Société nationale des chemins de fer français (SNCF) desservie par les trains de la ligne C du RER.

## Situation ferroviaire
La gare est située au point kilométrique (PK) 18,437 de la ligne d'Ermont - Eaubonne à Champ-de-Mars, entre les gares d'Ermont - Eaubonne et d'Épinay-sur-Seine.

## Histoire
En 1874, un décret instaure un chemin de fer reliant les docks de Saint-Ouen et la gare aux marchandises de La Plaine Saint-Denis, géré par la Compagnie des chemins de fer du Nord. En 1904, il est décidé de prolonger cette ligne à la gare d'Ermont - Eaubonne, en passant par Épinay-sur-Seine et Saint-Gratien. Même si elle est ouverte en 1909, elle sera inaugurée seulement deux ans plus tard, en 1911.  
Pour des raisons techniques, jusqu'en 1925, l'exploitation de la ligne se faisait grâce à une boucle passant par Sannois et Ermont. Nœud ferroviaire, la gare de Saint-Gratien avait dès lors une certaine importance, car située à la bifurcation de la ligne vers Sannois, utilisée dans les deux sens de circulation. Saint-Gratien disposait alors d'une cabine d'aiguillage. Le raccordement vers Sannois permettait également aux trains de fret ainsi qu'aux trains militaires d'éviter le nœud ferroviaire d'Ermont. 
Aujourd'hui, cette situation n'existe plus. Le raccordement est déferré mais des vestiges sont encore visibles.
À l'époque, les trains permettaient depuis Saint-Gratien de rejoindre Paris-Nord en moins de 30 minutes, voire 19 minutes grâce aux quelques trains directs.
En 2022, selon les estimations de la SNCF, la fréquentation annuelle de la gare est de 2 195 928 voyageurs.

## Service voyageurs

### Accueil
Gare SNCF, un guichet est ouvert tous les jours de 7 h à 12 h 45 et de 13 h 30 à 19 h 45. 
La gare est accessible aux personnes à mobilité réduite. Elle est équipée de distributeurs Transilien et Grandes Lignes, d'un espace d'attente et de travail, et d'un Photomaton. Un point Relay+Café est également présent dans la gare, ouvert tous les jours de la semaine de 6 h à 9 h 30.
Des parkings de stationnement pour deux-roues motorisées et pour voitures (315 places), payants, sont aménagés.

### Desserte
La gare est desservie par les trains de la ligne C du RER parcourant la branche C1.

### Intermodalité
La gare est desservie par les lignes 138, 238 et 261 du réseau de bus RATP, par les lignes 1511 et 1516 du réseau de bus de la Vallée de Montmorency et, la nuit, par les lignes N148 et N154 du réseau Noctilien.